# Lübecker Senat 1917 und 1918

Flagge Lübecks 1890–1935

Der Senat der Freien und Hansestadt Lübeck als Kabinett in den Jahren 1917 und 1918. Lübeck war die erste deutsche Großstadt, auf die der Kieler Matrosenaufstand 1918 übergriff. Es ist dennoch das einzige Land des Deutschen Reichs, in dem die Regierung, hier also der Senat und mit ihm der Lübecker Bürgermeister im Amt blieb, die Novemberrevolution also nicht zu einem Sturz der Regierung führte. Es kam in der Folge jedoch 1920 zu den gewünschten Verfassungsreformen.

## Bürgermeister

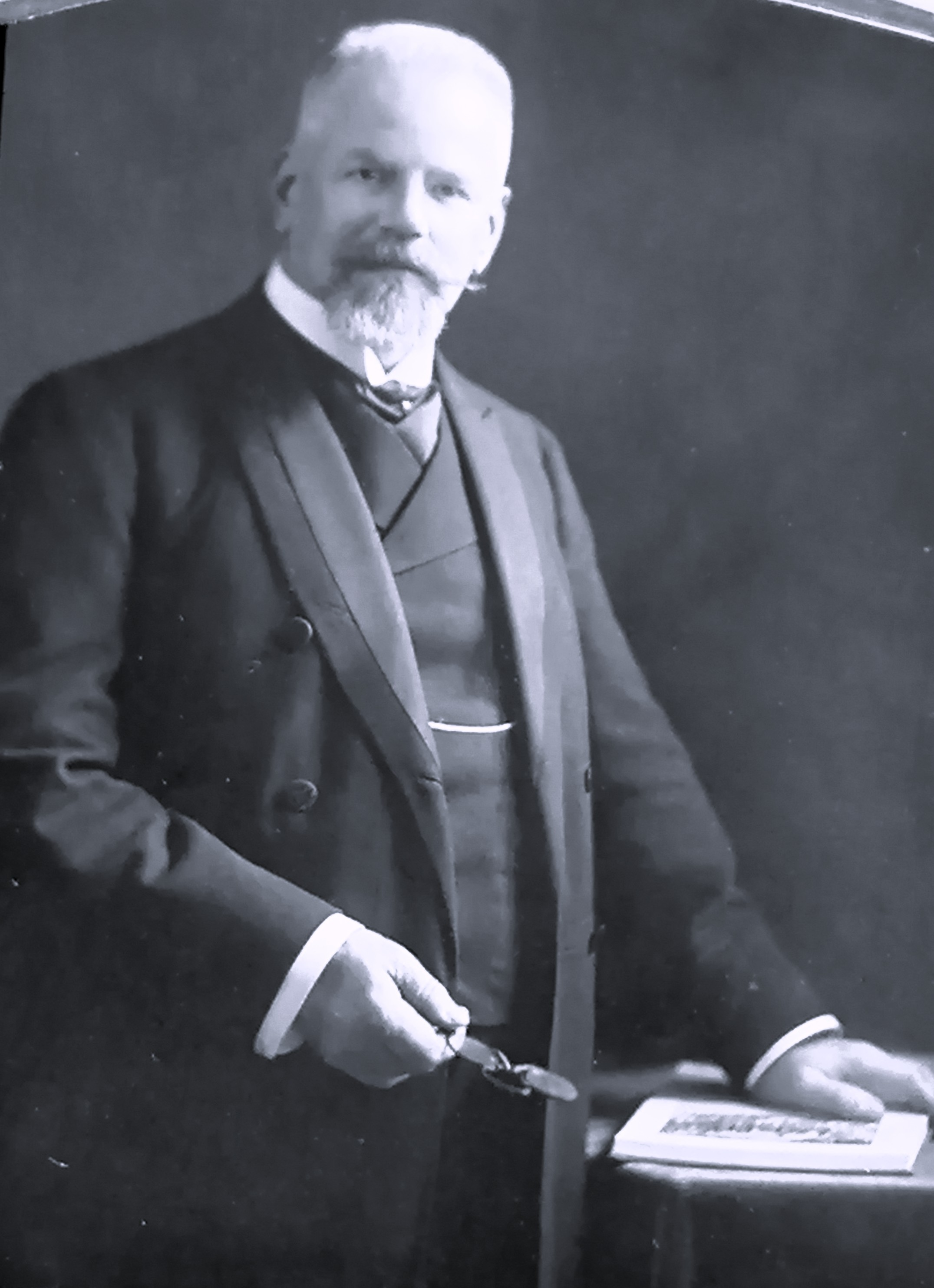
Emil Ferdinand Fehling

- Emil Ferdinand Fehling, seit 1896

## Senatoren
- Johann Hermann Eschenburg, seit 1884. Ruhestand im November 1918.
- Johann Georg Eschenburg, seit 1885. Ruhestand am 11. November 1918.
- Alfred Stooß, seit 1897
- Eduard Friedrich Ewers, seit 1899
- Emil Possehl, seit 1901
- Eugen Emil Arthur Kulenkamp, seit 1902
- Johann Heinrich Evers, seit 1903
- Johann Martin Andreas Neumann, seit 1904
- Julius Vermehren, seit 1904
- Eduard Rabe, seit 1905. Bis 11. November 1918.
- Johann Paul Leberecht Strack, seit 1906
- Georg Kalkbrenner, seit 1907
- Cay Diedrich Lienau, seit 1908